# Parti libéral du Venezuela
 (mars 2021).
Si vous disposez d'ouvrages ou d'articles de référence ou si vous connaissez des sites web de qualité traitant du thème abordé ici, merci de compléter l'article en donnant les références utiles à sa vérifiabilité et en les liant à la section « Notes et références ».
Le Parti libéral du Venezuela, fondé en 1840 a joué un rôle important dans la vie politique, économique et militaire du pays, dès la seconde moitié du XIXe siècle.
Le 20 août 1840, le leader libéral Antonio Leocadio Guzmán fonde le journal “El Venezolano”, puis le "Gran Partido Liberal de Venezuela (GPLV)".